# Pressure (альбом Open Space)
Pressure (с англ. — «Давление») — второй альбом белорусской рок-группы Open Space, записанный на минских студиях «Sunflowers», «fOrZ» и «Granny Records».

## Приём критиков
Автор музыкального портала «Ultra-music.com» Олег Лабунский засвидетельствовал приверженность музыкантов к инди-рок направлению, курсу, взятому с выходом предыдущего альбома «Deal With Silence», и высказал мысль, что «практически все песни идут стройным рядом, одна другой ничем не хуже, но и не лучше», а сами участники Open Space при записи вероятно вдохновлялись Брайаном Адамсом и New Order.
Штатный состав критиков музыкального портала «Experty.by» выставил работе среднюю оценку 7,25/10: Сергей Будкин выделил «подчёркнутую английскость» британского рока в исполнении ребят, чьи произведения напомнили ему The Cranbirries, «работа над ошибками» «Deal With Silence», по мнению Дмитрия Безкоровайного, была сделана, и качество мелодичного брит-попа композиций поднялось ещё на один уровень, в том числе за счёт усилий Дмитрия Иванея, приглашённого продюсера, известного по работе с группами ДДТ и Океан Ельзи, обзор Олега Климова позволил сравнивать поп-рок музыкантов британской волны, которые возмужали, с творчеством a-ha, The Rolling Stones, U2 и Depeche Mode, чему вторил Дмитрий Подберезский («музыканты явно не столько подтянули общий уровень, сколько просто повзрослели»).
Последний уже как музыкальный редактор ej.by раскрыл суть диска и сделал вывод, что на нём в достатке мейнстримовых песен, которые было бы можно ротировать, и отдельно воспел «потенциальный шлягер» «I Have A Dream». Критик обратил внимание на факт, что Open Space с этим альбомом вполне может составить конкуренцию своим англоговорящим западным коллегам на волнах «избалованных государственным регулированием» белорусских радиостанций.
Музыкальный критик журнала «Rolling Stone Russia» Андрей Бухарин в своей четырёхзвёздной рецензии на CD пришёл к выводу, что стиль песен альбома находится между постпанком и брит-попом, пожурил «усреднённость», но и отметил «европейское качество» пластинки с композициями, которые понравятся почитателям групп U2, Radiohead, Placebo или Black Rebel Motorcycle Club.
Музыкальный портал Tuzin.fm назвал альбом «безупречной подделкой», в своей обзорной статье осмыслив наличие значительной связи композиций с Великобританией и её инди-рок наследием. Олег Климов как колумнист «Советской Белоруссии», выделяя для читателей достойные для пополнения личных фонотек отечественные альбомы за первые семь месяцев 2012 года, также нашёл среди песен на диске «много отсылок к британской волне», оформленных в стилях поп-рока и рока. Европейское радио для Беларуси в своей рецензии назвало пластинку «лёгкой для восприятия», а за качественный звук («более сильный, доработанный, взрослый») также выказало благодарность звукопродюсеру Дмитрию Иванею.
Второй альбом, что вышел лучше предыдущего, по мнению Хагнира с nneformat.ru, ибо «практически каждая песня из одиннадцати может претендовать на звание хита», укрепил репутацию «почти эталонной брит-поп группы». Никита Бровко из еженедельника «Новы Час» в своей обзорной статье поставил на вид, что перезаписанная в киевской студии Дмитрия Иванея версия песни «Let It Go» с одноимённого EP стала примитивнее, и констатировал, что альбом в сравнении с первым вышел более ровным по звучанию и им музыканты подвели своеобразную черту под своим минувшим англоязычным творчеством. Юрась Усков из «Нашей Нівы» подсуммировал оценки отечественных экспертов: «Поп-группа „Open Space“ продолжает совершенствоваться. Вторая пластинка звучит серьёзнее дебютного альбома. Почти все песни можно ставить на радио — и это, в данном случае, комплимент».
Альбом попал в несколько топов дисков, выпущенных за свой период, в том числе по версии Experty.by, личных от музыкальных критиков Олега Климова и Дмитрия Подберезского (все за первое полугодие 2012 года), а также Юлии Коломиец (топ-10 белорусских альбомов за 2012 год).

## Список композиций
| №   | Название                        | Автор(ы)   | Длительность |
| --- | ------------------------------- | ---------- | ------------ |
| 1.  | «Bookseller»                    | Open Space | 4:00         |
| 2.  | «Need»                          |            | 3:04         |
| 3.  | «My Favourite Toy»              | Open Space | 3:13         |
| 4.  | «Black Heart Queen»             |            | 3:56         |
| 5.  | «Do You Remember»               |            | 3:28         |
| 6.  | «I Want You To Know»            |            | 3:53         |
| 7.  | «Sally»                         |            | 4:17         |
| 8.  | «Let It Go»                     | Open Space | 3:45         |
| 9.  | «Under Pressure»                |            | 2:52         |
| 10. | «Yeah Yeah Yeah (Going Inside)» |            | 3:29         |
| 11. | «I Have A Dream»                |            | 5:16         |

## Участники
| Open Space: - Виталий Матиевский — вокал, гитара. - Максим Местовский — гитара. - Сева Маслов — бас-гитара. - Андрей Малашенко — барабаны, перкуссия. | Производство: - Дмитрий Иваней — сведение и мастеринг, звукопродюсерование, аранжировки. - Денис Воронцов — звукопродюсерование, аранжировки. - Open Space — саунд-продюсирование, аранжировки. - Павел Третяк — аранжировки. - Пётр Семенюк — аранжировки. - Василий Сербин — инженер записи вокала. - Максим Местовский — дизайн обложки CD. |  |

## Кавер-версии
У 2014 году группа Sunny Days спела кавер «Гэта няпроста» на песню «Do You Remember».